# Aeroport de Rzeszów-Jasionka
L'aeroport de Rzeszów-Jasionka (codi IATA: RZE, codi OACI: EPRZ) és un aeroport internacional situat en el sud-est de Polònia, a Jasionka, un poble a deu quilòmetres del centre de la ciutat de Rzeszów. Es troba entre els deu aeroports amb més trànsit de Polònia.
En l'aeroport es troba un dels vuit radars meteorològics de l'Institut de Meteorologia i Gestió de l'Aigua de Polònia.
Durant la guerra entre Rússia i Ucraïna de 2022, l'aeroport s'ha utilitzat com a centre de transbord perquè les organitzacions civils, les ONG i els aliats del govern d'Ucraïna reproveeixin a aquest país i a la seva població amb ajuda mèdica, armes i subministraments. Les armes i els subministraments mèdics es transporten per avió fins a l'aeroport i després es condueixen a través de la frontera polonesa-ucraïnesa en camions. El 9 de març de 2022, els Estats Units va desplegar dos sistemes de míssils terra-aire Patriot en l'aeroport, mesura la qual la va qualificar de «defensiva de precaució».

## Estadístiques

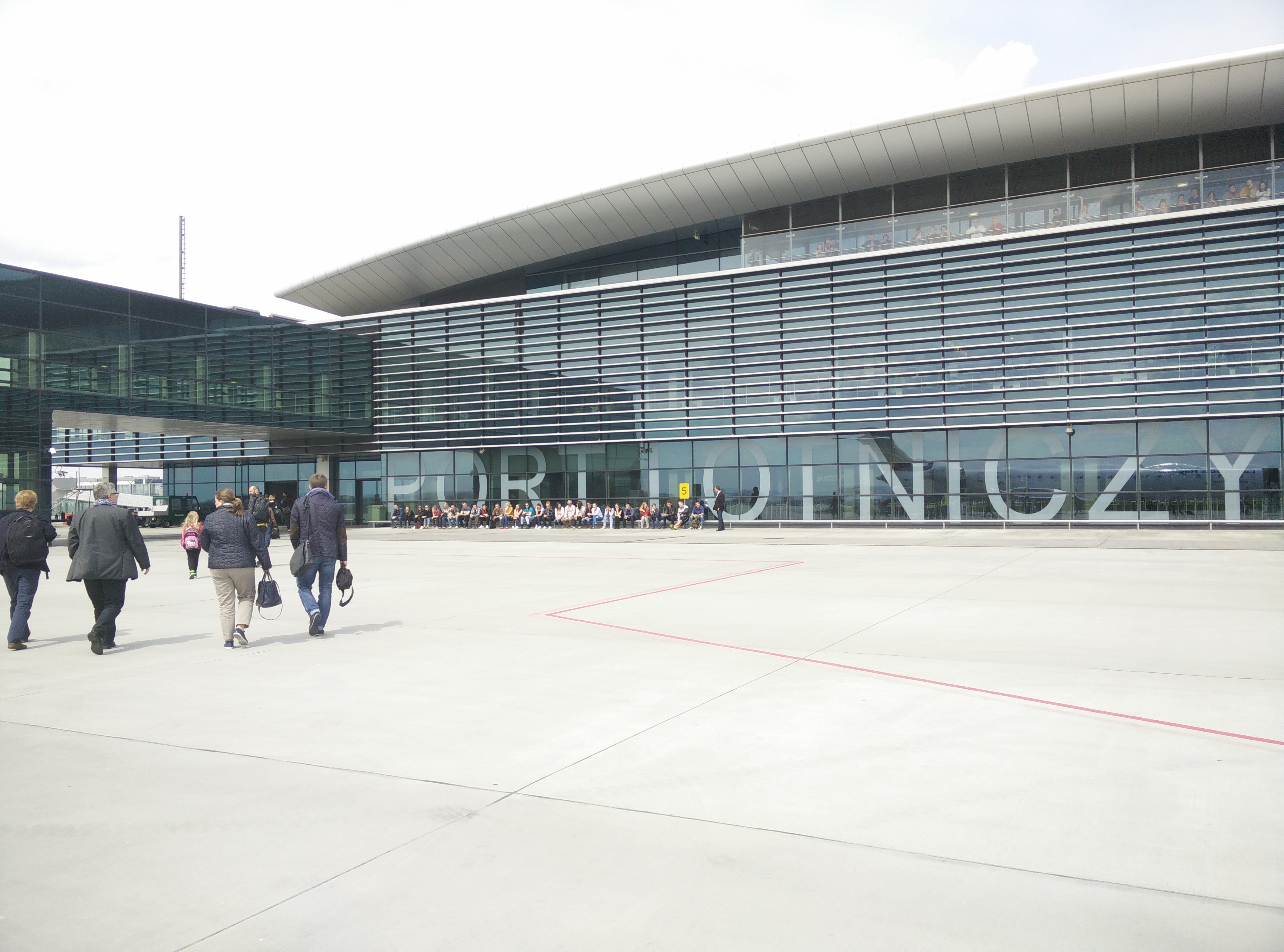
Vista exterior

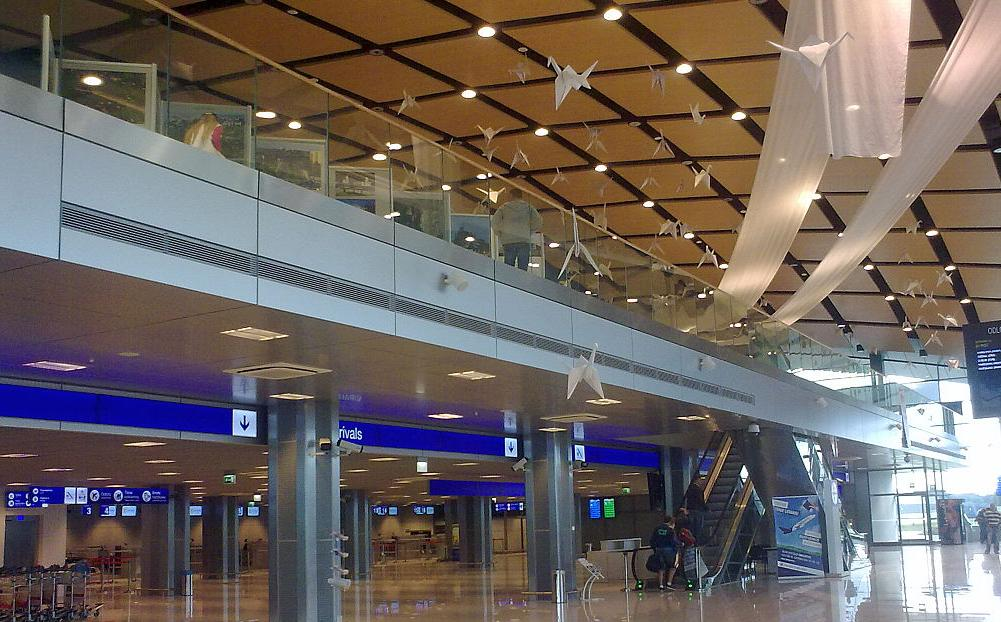
Vista interior

See source Wikidata query and sources.
|                            | Passatgers | Operacions |
| -------------------------- | ---------- | ---------- |
| 2007                       | 279.996    | 6.112      |
| 2008                       | 323.838    | 9.662      |
| 2009                       | 383.184    | 8.806      |
| 2010                       | 454.203    | 10.919     |
| 2011                       | 491.325    | 12.357     |
| 2012                       | 564.992    | 12.355     |
| 2013                       | 589.920    | 13.508     |
| 2014                       | 601.070    | 10.656     |
| 2015                       | 645.214    | 13.723     |
| 2016                       | 664.068    | 12.629     |
| 2017                       | 693.564    | 14.274     |
| 2018                       | 771.287    | 18.164     |
| 2019                       | 772.238    | 18.806     |
| 2020                       | 235.190    | 12.918     |
| 2021                       | 255.795    | 13.470     |
| Font: Jasionka w Rzeszowie |            |            |

1. ↑  «Wielkie szukanie radarów meteo | TwojaPogoda.pl», 17-02-2011. Arxivat de l'original el 2011-02-17. [Consulta: 5 novembre 2022].
2. ↑  Youssef, Matthew Luxmoore, Drew Hinshaw and Nancy A. «NATO Members Mount Huge Operation to Resupply Ukrainian Fighters» (en anglès). Wall Street Journal, 08-03-2022.
3. ↑  «Vice President Harris says Patriot anti-missile systems shifted from Germany are now on the ground in Poland» (en anglès americà).